# Бандар-Сері-Бегаван
Ба́ндар-Се́рі-Бегава́н (колишній Бруней; малай. Bandar Seri Begawan) — столиця держави Бруней. Населення міста близько 241 тисячі осіб (2014), що складає більше ніж половину населення країни. Також адміністративний центр округу Бруней-Муара.

## Географія
Бандар-Сері-Бегаван міститься на північному сході західної частини території Брунею. Місто лежить на північному (лівому) березі річки Бруней.

### Клімат
Місто перебуває в зоні, що характеризується вологим тропічним кліматом. Найтепліший місяць — квітень з середньою температурою 28,3 °C (83 °F). Найхолодніший місяць — січень, з середньою температурою 26,7 °С (80 °F).
| Клімат Бандар-Сері-Бегавана | Клімат Бандар-Сері-Бегавана | Клімат Бандар-Сері-Бегавана | Клімат Бандар-Сері-Бегавана | Клімат Бандар-Сері-Бегавана | Клімат Бандар-Сері-Бегавана | Клімат Бандар-Сері-Бегавана | Клімат Бандар-Сері-Бегавана | Клімат Бандар-Сері-Бегавана | Клімат Бандар-Сері-Бегавана | Клімат Бандар-Сері-Бегавана | Клімат Бандар-Сері-Бегавана | Клімат Бандар-Сері-Бегавана | Клімат Бандар-Сері-Бегавана |
| Показник                    | Січ.                        | Лют.                        | Бер.                        | Квіт.                       | Трав.                       | Черв.                       | Лип.                        | Серп.                       | Вер.                        | Жовт.                       | Лист.                       | Груд.                       | Рік                         |
| Абсолютний максимум, °C     | 32                          | 33                          | 37                          | 37                          | 35                          | 35                          | 35                          | 37                          | 35                          | 34                          | 33                          | 32                          | 37                          |
| Середній максимум, °C       | 29                          | 30                          | 31                          | 32                          | 31                          | 32                          | 31                          | 31                          | 31                          | 31                          | 30                          | 30                          | 31                          |
| Середня температура, °C     | 26                          | 27                          | 27                          | 28                          | 28                          | 27                          | 27                          | 27                          | 27                          | 27                          | 27                          | 27                          | 27                          |
| Середній мінімум, °C        | 23                          | 23                          | 23                          | 23                          | 23                          | 23                          | 23                          | 23                          | 23                          | 23                          | 23                          | 23                          | 23                          |
| Абсолютний мінімум, °C      | 18                          | 20                          | 21                          | 21                          | 21                          | 20                          | 18                          | 20                          | 20                          | 21                          | 21                          | 20                          | 18                          |
| Норма опадів, мм            | 210                         | 170                         | 120                         | 220                         | 270                         | 170                         | 190                         | 220                         | 250                         | 290                         | 270                         | 280                         | 2640                        |
| --------------------------- | --------------------------- | --------------------------- | --------------------------- | --------------------------- | --------------------------- | --------------------------- | --------------------------- | --------------------------- | --------------------------- | --------------------------- | --------------------------- | --------------------------- | --------------------------- |
| Джерело: Weatherbase        |                             |                             |                             |                             |                             |                             |                             |                             |                             |                             |                             |                             |                             |

## Історія

### Від перших згадок до 18 століття
Початки держави Бруней прослідковуються до VI сторіччя н. е. Старовинні китайські джерела згадують відносини з 518, 523, 616, 669, 977, 1279 і у 1369-1643 роках н. е. з державою «Пуні» або «Полі». У часи існування Імперії Меджепегіт Бруней був однією з васальних територій, а після початку її занепаду в XV сторіччі брунейські султани відтворили Брунейську Імперію.
Сліди перших поселень на території сучасного Бандар-Сері-Бегавану відомі з VIII сторіччя н. е. Історично найдавнішою частиною міста Бруней є Кампонг Аєр, або «селище на воді». Італійський мандрівник і супутник Фернана Магеллана Антоніо Пігафетта у липні 1521 року описав місто Бруней як побудоване виключно на воді, окрім будинків короля і найвищої знаті.

### ХІХ століття
Місто Бруней зберігало свою торговельну функцію між узбережжям Борнео і жителями джунглів до середини XIX сторіччя. За відсутності доріг основними транспортними шляхами були річки, а річка Бруней була однією з найбільших. Місто збирало податки з усіх торговців, які рухалися уверх і вниз по річці.
У книзі «Місто багатьох вод» мандрівник і письменник Френк Баттерворт описує місто початку XX сторіччя як унікальне місто на воді.

### ХХ-ХХІ століття
У 1902 і 1904 роках у місті сталися епідемії холери і натуральної віспи.

Палац брунейського султана близько 1890 року

Перший британський резидент у Брунеї Малколм Макартур (англ. Malcolm Stewart Hannibal McArthur) доклав зусиль до початку побудови повноцінного міста на суходолі. У 1906 році було виділено 500 акрів землі для побудови нового міста. Проте місцеве населення опиралося переселенню з будинків на палях, у першу чергу жінки, які не хотіли змінювати традиційний спосіб життя. Однак уже 1908 року поблизу від султанського палацу проклали дві вулиці і встановили стовпи з ліхтарями. Першу лікарню на 18 ліжок було побудовано 1929 року.
Станом на грудень 1941 року частина міста на суходолі все ще залишалася незначною. Фактично це було невеличке містечко з однією дорогою, яка йшла крізь нього і з'єднувала його з будинком британського резидента, який знаходився на схід від містечка. Будинки були виключно дерев'яні з покрівлею з пальмового листя. У місті був єдиний дерев'яний кінотеатр, побудований у 1923 році. Також існувала дерев'яна мечеть, існувало близько 80 магазинів. Майже все це було знищено впродовж другої світової війни, особливо місто постраждало від бомбувань союзників при визволенні від японців у 1945 році.
Розбудова нового міста розпочалася у 1950-ті роки. Було побудовано низку урядових будинків, палац Дарул Хана, будівлю митниці, Головпоштамт, Мечеть султана Омара Алі Сайфуддіна (закінчено 1958 року).
5 жовтня 1970 року місто Бруней (малай. Bandar Brunei, англ. Brunei Town) набуло сучасної назви Бандар-Сері-Бегаван. малай. Bandar означає «місто», малай. Seri походить з санскритського «Шрі» у значенні «великий, поважний, шанований, високий», і разом з малай. Begawan є титулом султана Брунею, який зрікся престолу і в цьому випадку вживається на честь султана Омара Алі Сайфуддіна ІІІ, який поступився троном сину 1967 року.
1 серпня 2007 року територію міста було розширено майже у 10 разів, і вона склала 100,36 км2.

## Адміністративний устрій
Місто займає декілька мукімів (районів) округу Бруней-Муара. До складу Бандрар-Сері-Бегавану належать повністю мукіми Кіангге, Гадонг A, Гадонг Б, а також 6 мукімів Кампонг Аєр (Burong Pingai Ayer, Sungai Kebun, Sungai Kedayan, Peramu, Saba, Tamoi).
Частково місто лежить у межах мукімів Беракас Б (поселення Sungai Akar і Sungai Tilong), Кіланас (поселення Tasek Meradun, Madewa, Bunut і Perpindahan Bunut), Кота-Бату (поселення Sungai Lampai, Pintu Malim, Kota Batu і Dato Gandi).

## Освіта
Більшість університетів і коледжів Брунею знаходяться у Бандар-Сері-Бегавані.
- Університет Бруней-Даруссалам
- Брунейський політехнічний інститут
- Технічний коледж султана Саїфа Ріджала[en]
- Технологічний інститут Брунею
- Інститут KEMUDA[en]
- Laksamana College of Business[en]
- англ. Seri Begawan Religious Teachers University College
- англ. Institut Tahfiz Al-Qur'an Sultan Haji Hassanal Bolkiah
- англ. Duli Pengiran Muda Al-Muhtadee Billah College
- Ісламський університет Султана Шаріфа Алі[en]
- англ. Sultan Omar Ali Saifuddien College

## Будівлі

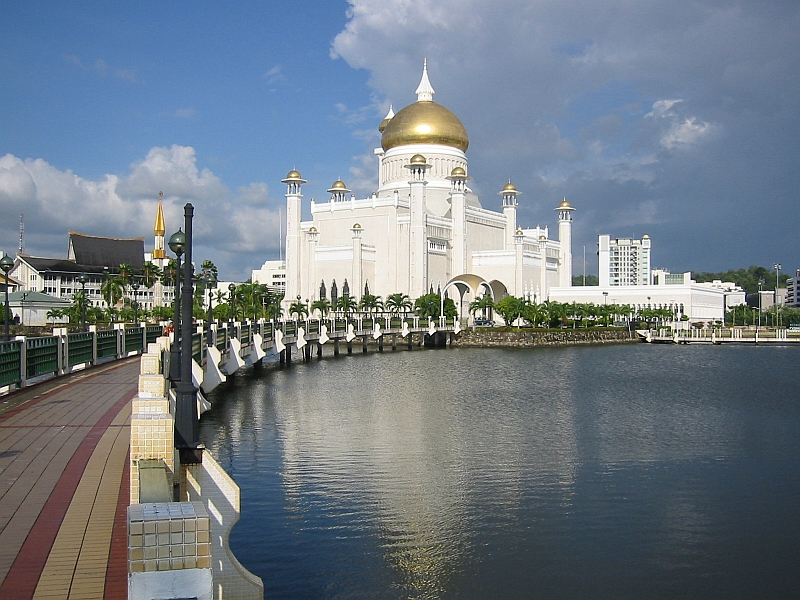
Мечеть султана Омара Алі Сайфуддіна у Бандар-Сері-Бегавані

### Культові споруди
- Мечеть султана Омара Алі Сайфуддіна
- Мечеть Хассанала Болкіаха
- Храм Тенг Юн (англ. Teng Yun Temple, «храм літаючих хмар»)

## Міста-побратими
| Місто    | Країна    | Дата угоди        |
| -------- | --------- | ----------------- |
| Нанкін   | КНР       | 21 листопада 2011 |
| Джакарта | Індонезія |                   |